# Elisa Petri
Elisa Petri (Fabriano, Itàlia, 13 de març de 1869 - Milà, 11 de juliol de 1929) fou una soprano italiana, que de vegades va canar papers de mezzosoprano, interpretant a moltes de les protagonistes de les òperes més importants del segle xix.

## Biografia
Va estudiar amb Virginia Boccabadati al Liceu Rossini de Pesaro. Després va prendre classes de cant amb Giuseppina Vitali-Augusti. Va fer el seu debut el novembre de 1889 al Teatre Costanzi de Roma, interpretant el paper de Rafaela en l'estrena italiana de l'òpera Patrie! d'Émile Paladilhe.
Va actuar en diversos teatres d'Europa i d'Amèrica Llatina. A Espanya especialment al Teatre Real de Madrid i al Gran Teatre del Liceu de Barcelona. A Itàlia va actuar al Teatro Carlo Felice de Gènova i a La Scala de Milà. Va cantar també en importants teatres d'Amèrica del Sud, com ara el Teatre Colon de Buenos Aires i el Teatre Solís de Montevideo.
Al Gran Teatre del Liceu va debutar el 29 d'abril de 1893 en la Temporada de Quaresma 1893 en Aida de Giuseppe Verdi. Va participar en la temporada 1896-1897 del Liceu en diverses òperes: Falstaff de Giuseppe Verdi, La Gioconda d'Amilcare Ponchielli, Mefistofele d'Arrigo Boito, Tannhäuser de Richard Wagner i Manon Lescaut de Giacomo Puccini. La temporada 1899-1900 del Liceu participà en Iphigénie en Tauride de Christoph Willibald Gluck.
Va participar en l'estrena d'una obra d'Enric Morera i Viura, La fada, al Teatre Prado de Sitges el 14 de febrer de 1897.
Al Teatre Real de Madrid va participar en el Don Giovanni de Wolfgang Amadeus Mozart, en el paper de Donna Elvira, any 1902. En 1909 hi va presentar Lohengrin de Richard Wagner i pocs dies més tard Samson et Dalila de Camille Saint-Saëns.
Alguns dels personatges que va interpretar en operes van ser: Walkiria (1895), en 1896 va ser Mimi en l'estrena de La Bohème de Giacomo Puccini, en 1911 va ser Amneris en Aida de Giuseppe Verdi i va interpretar Laura de La Gioconda d'Amilcare Ponchielli. En 1892 va ser Marguerite en La Damnation de Faust d'Hector Berlioz i en 1907 va interpretar Brangäne en Tristan und Isolde de Wagner. El maig de 1897 va participar en Falstaff de Verdi en la inauguració del Teatro Massimo de Palerm, Itàlia. En moltes de les obres va compartir escenari amb Ferruccio Corradetti. Tots dos feien improvisacions còmiques que eren de l'agrad del públic assistent.
L'any 1913 va participar en els actes de celebració del centenari del naixement de Giuseppe Verdi, cantant el seu Rèquiem amb Celestina Boninsegna, Giuseppe Giorgi i Vincenzo Bettoni sota la direcció d'Amilcare Zanella al Teatro Comunale de Bolonya.
Va ser professora de cant durant molts anys.